# Pitcairnia tuerckheimii
Pitcairnia tuerckheimii là một loài thực vật có hoa trong họ Bromeliaceae. Loài này được Donn.Sm. miêu tả khoa học đầu tiên năm 1888.